# Pensiero divergente
Il pensiero divergente (o divergenza) è un particolare tipo di pensiero che coincide con la capacità di produrre risposte che siano allo stesso tempo originali, inusuali ed efficaci in relazione a un determinato compito o problema. Il pensiero divergente è strettamente correlato alla creatività, anche se risulta invece generalmente non correlato (al contrario di quanto si potrebbe pensare) con l'intelligenza. Il pensiero convergente (contrapposto al pensiero divergente) è invece caratterizzato dalla capacità di produrre risposte basate sulle regole d'inferenza logica e di conoscenze precedentemente apprese, nonché sulla base di strategie precedentemente impiegate.
Secondo J.P. Guilford il pensiero divergente è misurabile sulla base di quattro indici fondamentali:
- fluidità: parametro quantitativo che valuta la numerosità delle idee prodotte;
- flessibilità: rappresenta la capacità di adottare strategie diverse e l'elasticità nel passare da un compito a un altro che richieda un approccio differente;
- originalità: attitudine a formulare idee uniche e personali, differenti da quelle prodotte dalla maggioranza.
- elaborazione: ovvero l'abilità di dare concretezza alle proprie idee.

## Pensiero divergente e intelligenza
Il pensiero divergente risulta essere strettamente correlato alla creatività, mentre contrariamente a quanto ci si potrebbe aspettare tale fattore non sembrerebbe essere correlato all'intelligenza (soprattutto quando questa viene misurata attraverso l'impiego dei tradizionali test dell'intelligenza, i quali ammettendo tipicamente una sola risposta corretta sono maggiormente adatti a misurare il pensiero convergente piuttosto che il pensiero divergente). Il pensiero divergente e la creatività sono tipicamente misurati attraverso l'impiego di test che ammettono più di una sola risposta corretta.

## In pedagogia
Secondo gli studi di Hudson, nel passaggio alle scuole secondarie gli alunni che manifestano un alto grado di divergenza tendono a specializzarsi nelle discipline artistiche e gli alunni che manifestano un alto grado di convergenza tendono a specializzarsi nelle discipline scientifiche. In generale, in ambiente scolastico viene maggiormente incentivato il pensiero convergente rispetto a quello divergente; secondo le ricerche di Getzels e Jackson, gli alunni con alto grado di divergenza sono accolti meno favorevolmente degli altri.